# Brayden Schenn
Brayden Schenn (* 22. August 1991 in Saskatoon, Saskatchewan) ist ein kanadischer Eishockeyspieler, der seit Juni 2017 bei den St. Louis Blues in der National Hockey League unter Vertrag steht. Mit dem Team gewann der Center in den Playoffs 2019 den Stanley Cup und führt die Mannschaft zudem seit September 2023 als Kapitän an. Zuvor verbrachte er sechs Jahre bei den Philadelphia Flyers sowie ein Jahr in der Organisation der Los Angeles Kings, die ihn im NHL Entry Draft 2009 an fünfter Position ausgewählt hatten. Mit der kanadischen Nationalmannschaft gewann Schenn die Goldmedaille bei der Weltmeisterschaft 2015. Sein älterer Bruder Luke ist ebenfalls ein professioneller Eishockeyspieler.

## Karriere

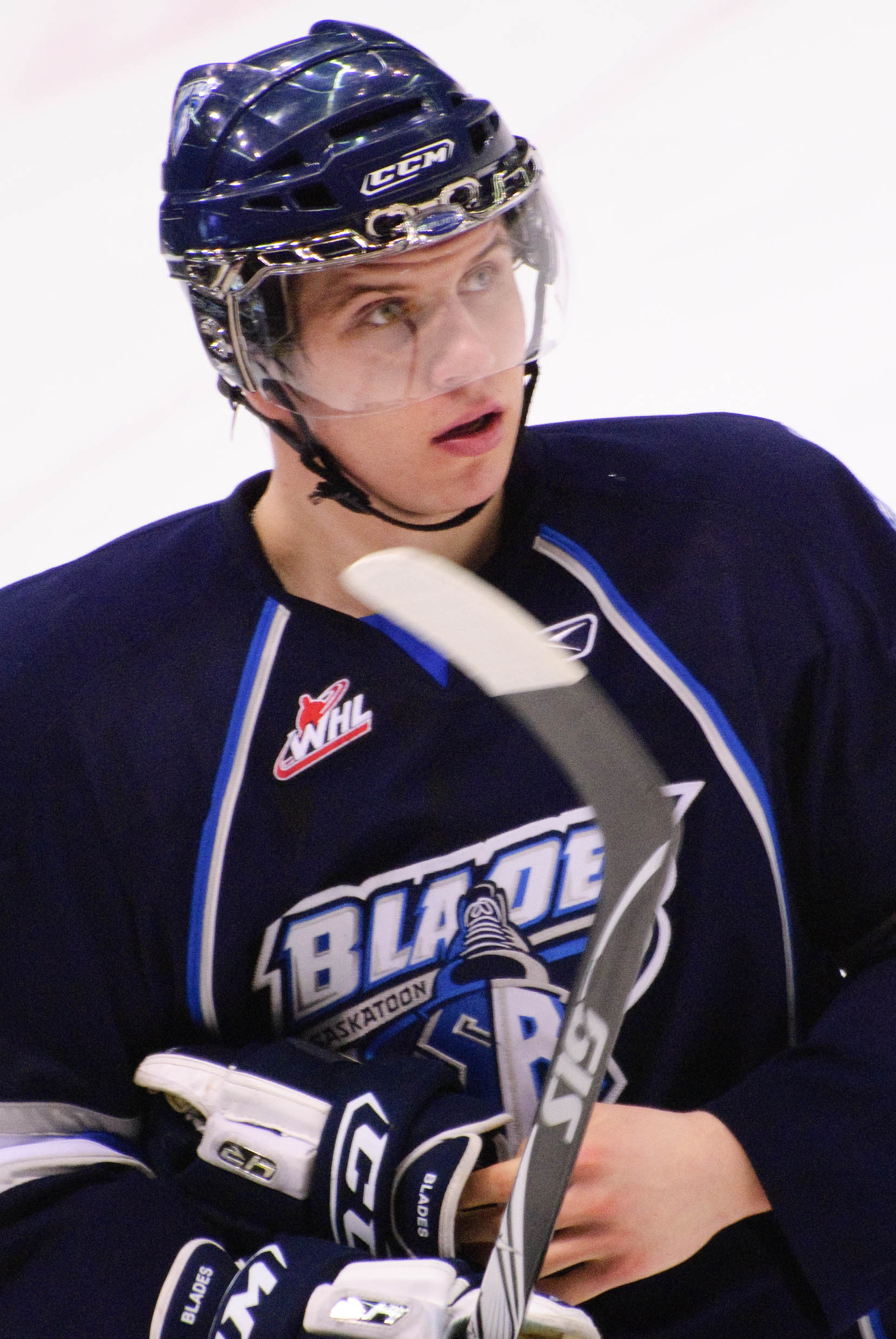
Schenn im Trikot der Saskatoon Blades

Brayden Schenn begann seine Karriere als Eishockeyspieler in seine Heimatstadt bei den Saskatoon Contacs aus der Juniorenliga Saskatchewan Midget Hockey League, in der er in der Saison 2006/07 in 41 Spielen 70 Scorerpunkte erzielte. Anschließend wurde der Center von den Brandon Wheat Kings aus der Western Hockey League gedraftet, bei denen er in den folgenden drei Jahren eine feste Größe wurde. In diesem Zeitraum erzielte er in 228 Spielen insgesamt 298 Scorerpunkte, davon 112 Tore. Damit gehörte er nicht nur zu den besten Spielern seiner Mannschaft, sondern der gesamten Liga. In der Saison 2007/08 wurde der Junioren-Nationalspieler in das All-Rookie Team des Dachverbandes Canadian Hockey League gewählt, zudem war er der Rookiespieler mit den meisten Scorerpunkten (71) der Western Hockey League und erhielt die Jim Piggott Memorial Trophy als WHL-Rookie des Jahres. In den folgenden beiden Spielzeiten wurde er zunächst in das zweite und anschließend in das erste All-Star Team der Eastern Conference der Western Hockey League gewählt.
Schenns Leistungen im Juniorenbereich wurden früh von den Talentspähern großer Clubs erkannt und im NHL Entry Draft 2009 wurde er in der ersten Runde als insgesamt fünfter Spieler von den Los Angeles Kings ausgewählt. Für die Kalifornier gab der Kanadier am 26. November 2009 im Alter von 18 Jahren sein NHL-Debüt gegen die Vancouver Canucks. Die gesamte restliche Spielzeit verbrachte er jedoch erneut bei den Brandon Wheat Kings in der WHL, bei denen er Mannschaftskapitän war. Im Memorial Cup 2010 war er mit seiner Mannschaft als Gastgeber gesetzt, konnte sich jedoch gegen die Konkurrenz vor eigenem Publikum nicht durchsetzen.
Die Saison 2010/11 begann Schenn bei den Los Angeles Kings in der NHL, wurde jedoch nach acht Spielen an deren Farmteam, die Manchester Monarchs aus der American Hockey League, abgegeben. Dort erzielte er zwar sieben Scorerpunkte, davon drei Tore, in sieben Spielen, jedoch gelang es ihm nicht sich dauerhaft durchzusetzen, da er in der Defensivarbeit Schwächen aufwies. Daher wurde er im Dezember 2010 wieder an das Juniorenteam der Brandon Wheat Kings abgegeben, um dort zunächst weiter Spielpraxis zu sammeln. Diese transferierten ihn im Anschluss an die Weltmeisterschaft der U20-Junioren 2011 am 10. Januar zum Ligakonkurrenten Saskatoon Blades.
Am 23. Juni 2011 wurde Schenn zusammen mit Wayne Simmonds sowie einem Zweitrunden-Wahlrecht im NHL Entry Draft 2011 zu den Philadelphia Flyers transferiert, die Los Angeles Kings erhielten im Gegenzug Mike Richards.
Nach sechs Jahren in Philadelphia gaben ihn die Flyers im Juni 2017 an die St. Louis Blues ab und erhielten im Gegenzug Jori Lehterä, ein Erstrunden-Wahlrecht im NHL Entry Draft 2017 sowie ein konditionales Erstrunden-Wahlrecht im NHL Entry Draft 2018. Sollte St. Louis 2018 in den Top Ten draften dürfen, verschiebt sich das Erstrunden-Wahlrecht zum NHL Entry Draft 2019 und Philadelphia erhält ein zusätzliches Drittrunden-Wahlrecht für den NHL Entry Draft 2020. Dies geschah in der Folge nicht. In seiner ersten Saison in St. Louis steigerte Schenn seine persönliche Statistik deutlich, so erreichte er mit 70 Punkten aus 82 Spielen seine bisher beste Karriereleistung in der NHL. Zugleich führte er das Team damit in dieser Wertung an. Im Folgejahr gewann er mit der Mannschaft in den Playoffs 2019 den Stanley Cup und unterzeichnete anschließend im Oktober 2019 einen neuen Achtjahresvertrag bei den Blues, der ihm ein durchschnittliches Jahresgehalt von 6,5 Millionen US-Dollar einbringen soll. Im September 2023 wiederum wurde er zum neuen Mannschaftskapitän des Teams ernannt und trat dabei die Nachfolge von Ryan O’Reilly an.
Im Februar 2025 bestritt Schenn seine insgesamt 1000. Partie der regulären Saison in der NHL.

### International
Für Kanada nahm Schenn an der U18-Junioren-Weltmeisterschaft 2008, sowie den U20-Junioren-Weltmeisterschaften 2010 und 2011 teil. Bei allen drei Turnieren gewann er mit seiner Mannschaft eine Medaille, bei der U18-WM 2008 die Gold- und bei den beiden U20-WMs 2010 und 2011 die Silbermedaille. Vor allem bei der U20-Junioren-WM 2011, bei der er einer der beiden Assistenzkapitäne Kanadas war, konnte Schenn überzeugen. Mit 18 Scorerpunkten, davon acht Tore, in sieben Spielen, wurde er mit großem Abstand Topscorer des Turniers. Zudem wurde er zum besten Stürmer und zum Most Valuable Player ernannt, sowie in das All-Star Team gewählt. Erst im Finale gegen Russland musste er sich mit seiner Mannschaft mit 3:5 geschlagen geben, nachdem die Kanadier bei einem Tor und einer Torvorarbeit von Schenn bereits mit 3:0 geführt hatten.
2014 und 2015 vertrat er sein Land im Seniorenbereich bei der Weltmeisterschaft und gewann bei letzterer die Goldmedaille mit dem Team, wobei er bei dem Turnier nur auf zwei Einsätze kam.

## Erfolge und Auszeichnungen
| - 2008 CHL All-Rookie-Team - 2008 Jim Piggott Memorial Trophy - 2009 Teilnahme am CHL Top Prospects Game - 2009 WHL East Second All-Star-Team - 2010 WHL East First All-Star-Team | - 2011 WHL-Spieler des Monates Februar - 2011 WHL East Second All-Star-Team - 2018 Teilnahme am NHL All-Star Game - 2019 Stanley-Cup-Gewinn mit den St. Louis Blues |

### International
| - 2008 Bronzemedaille bei der World U-17 Hockey Challenge - 2008 Goldmedaille bei der U18-Junioren-Weltmeisterschaft - 2008 Goldmedaille beim Ivan Hlinka Memorial Tournament - 2010 Silbermedaille bei der U20-Junioren-Weltmeisterschaft - 2011 Silbermedaille bei der U20-Junioren-Weltmeisterschaft - 2011 All-Star-Team der U20-Junioren-Weltmeisterschaft - 2011 Wertvollster Spieler der U20-Junioren-Weltmeisterschaft | - 2011 Bester Stürmer der U20-Junioren-Weltmeisterschaft - 2011 Topscorer der U20-Junioren-Weltmeisterschaft - 2011 Bester Torschütze der U20-Junioren-Weltmeisterschaft - 2011 Bester Vorlagengeber der U20-Junioren-Weltmeisterschaft - 2015 Goldmedaille bei der Weltmeisterschaft - 2017 Silbermedaille bei der Weltmeisterschaft |

## Karrierestatistik
Stand: Ende der Saison 2024/25

### International
Vertrat Kanada bei:
| - World U-17 Hockey Challenge 2008 - Ivan Hlinka Memorial Tournament 2008 - U18-Junioren-Weltmeisterschaft 2008 - U20-Junioren-Weltmeisterschaft 2010 - U20-Junioren-Weltmeisterschaft 2011 | - Weltmeisterschaft 2014 - Weltmeisterschaft 2015 - Weltmeisterschaft 2017 - Weltmeisterschaft 2018 - Weltmeisterschaft 2025 |

(Legende zur Spielerstatistik: Sp oder GP = absolvierte Spiele; T oder G = erzielte Tore; V oder A = erzielte Assists; Pkt oder Pts = erzielte Scorerpunkte; SM oder PIM = erhaltene Strafminuten; +/− = Plus/Minus-Bilanz; PP = erzielte Überzahltore; SH = erzielte Unterzahltore; GW = erzielte Siegtore; 1 Play-downs/Relegation; Kursiv: Statistik nicht vollständig)